# Морото
Морото (англ. Moroto) — город в Северной области Уганды. Входит в субрегион Карамоджа. Административный центр округа Морото.

## Географическое положение и климат

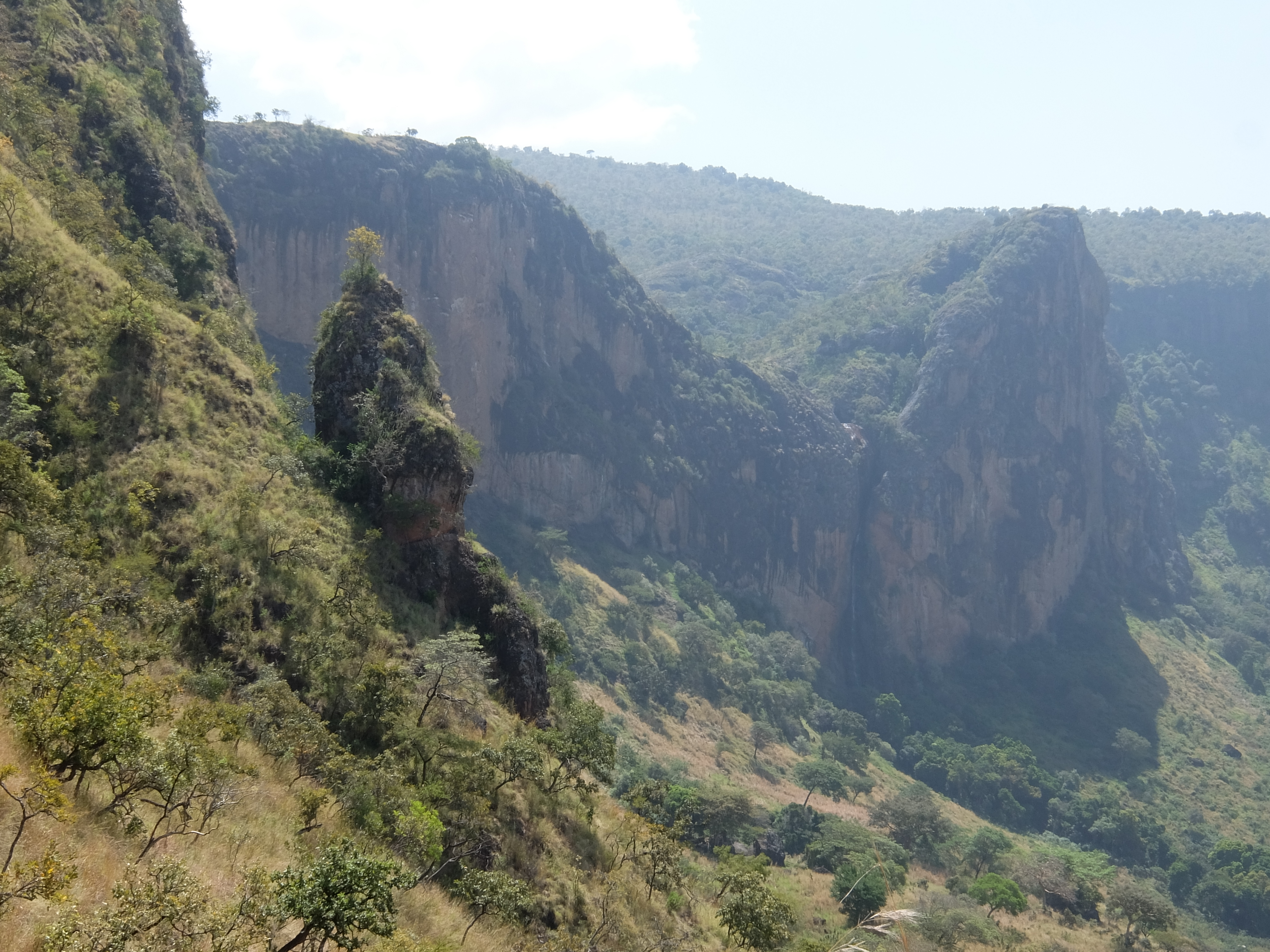
Гора Морото

Город Морото расположен на высоте 1370 метров над уровнем моря. Расстояние до крупнейшего города Северной области Уганды — города Гулу — 316 км. До столицы Уганды — Кампалы — 528 км.
В 3 км к востоку от города расположена гора Морото (высота — 3083 метра).
Климат саванный. Среднегодовая температура — 24 °C. Самый тёплый месяц — март с температурой 28 °C, а самый холодный — август с температурой 20 °C. Среднее количество осадков составляет 1011 миллиметров в год. Самый влажный месяц — август, когда выпадает 142 мм осадков, а самый сухой — январь, когда выпадает 8 мм осадков.
| Климатограмма города Морото                          | Климатограмма города Морото | Климатограмма города Морото | Климатограмма города Морото | Климатограмма города Морото | Климатограмма города Морото | Климатограмма города Морото | Климатограмма города Морото | Климатограмма города Морото | Климатограмма города Морото | Климатограмма города Морото | Климатограмма города Морото |
| ---------------------------------------------------- | --------------------------- | --------------------------- | --------------------------- | --------------------------- | --------------------------- | --------------------------- | --------------------------- | --------------------------- | --------------------------- | --------------------------- | --------------------------- |
| Я                                                    | Ф                           | М                           | А                           | М                           | И                           | И                           | А                           | С                           | О                           | Н                           | Д                           |
| 8 34 18                                              | 16 36 18                    | 51 36 20                    | 114 31 16                   | 139 27 15                   | 77 28 16                    | 132 25 14                   | 142 26 13                   | 92 31 17                    | 118 33 15                   | 81 30 16                    | 40 34 17                    |
| Температура в °C • Сумма осадков в мм Источник: NASA |                             |                             |                             |                             |                             |                             |                             |                             |                             |                             |                             |

## Инфраструктура и транспорт

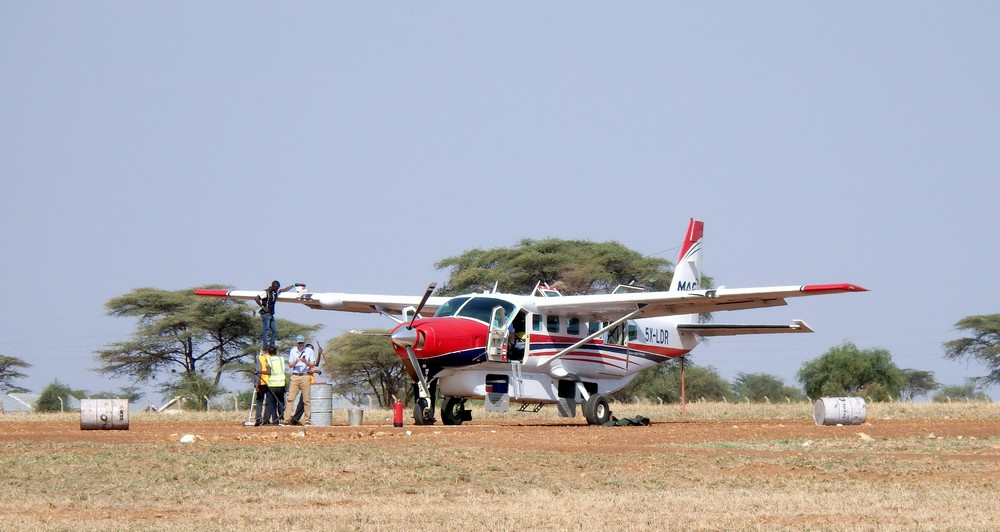
Аэропорт Морото

В Морото расположен городской совет, рынок, отделение Национального фонда социального обеспечения, католический собор епархии Морото, госпиталь на 200 пациентов, филиалы банков Centenary Bank и Stanbic Bank Uganda Limited.
С автовокзала Морото ходят прямые автобусы в Кампалу, Сороти, Мбале, Накапирипирит и другие города Уганды. Главная транспортная артерия, ведущая в Морото — это дорога Сороти — Морото, которая по состоянию на январь 2020 года была полностью заасфальтирована. Трасса Морото — Накапирипирит также полностью заасфальтирована. В 8 км от города находится аэропорт Морото.

## Население

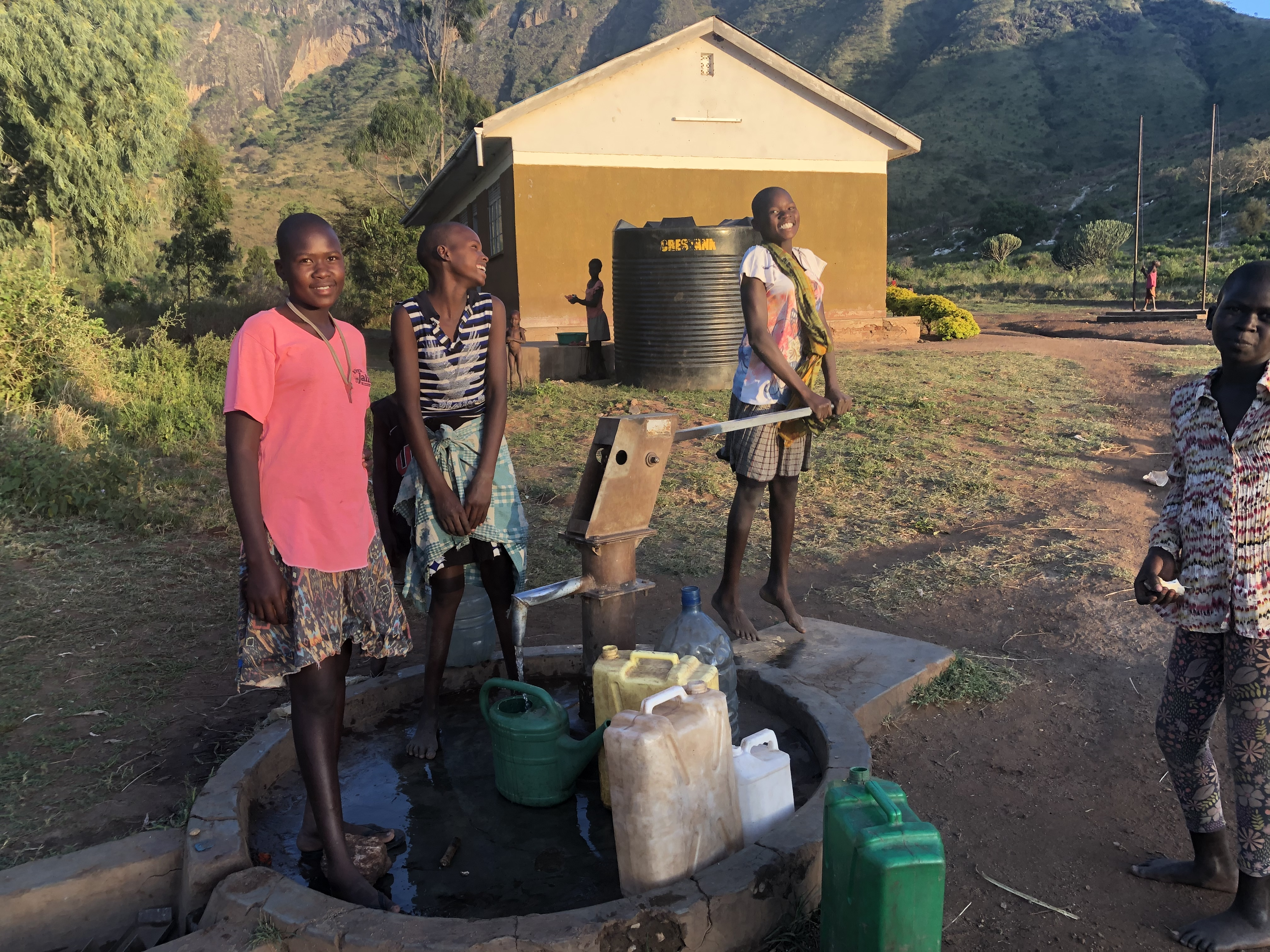
Жители Морото у источника питьевой воды

Население Морото по данным Статистического бюро Уганды (англ. Uganda Bureau of Statistics) на 2020 год составляло 16 300 тысяч человек. С 2014 по 2020 год население города ежегодно росло в среднем на 2,39 %.